# Solidago spiraeifolia
Solidago spiraeifolia là một loài thực vật có hoa trong họ Cúc. Loài này được Fisch. ex Herder miêu tả khoa học đầu tiên năm 1865.